# Worth (película)
Worth (Worth en España y ¿Cuánto vale mi vida? en Hispanoamérica) es una película biográfica y dramática de 2020 dirigida por Sara Colangelo, a partir de un guion de Max Borenstein. Está protagonizada por Michael Keaton, Amy Ryan, Stanley Tucci, Tate Donovan, Shunori Ramanathan y Laura Benanti. Su estreno mundial se produjo en el Festival de Cine de Sundance el 24 de enero de 2020. La película se estrenó en Netflix el 3 de septiembre de 2021 junto con un estreno limitado en cines.

## Sinopsis
El abogado Kenneth Feinberg lucha por indemnizar a las familias de las víctimas de los atentados del 11 de septiembre. Cuando se producen tales atentados, Feinberg es nombrado Magistrado Especial del Fondo de Compensación a las Víctimas del 11 de septiembre, mientras que su socia legal, Camille Biros, es designada como su adjunta administrativa. Feinberg desarrolla una fórmula rígida para cada pago basada en los ingresos de la víctima, y se le indica que si no puede convencer al menos al 80% de las 7000 víctimas estimadas para que firmen, serán elegibles para presentar una demanda que pueden perder (así como la presión de las administraciones políticas para evitar que las aerolíneas sean demandadas, lo que llevaría a un desastre financiero). Feinberg tiene hasta el 1 de enero de 2004 para lograr este objetivo.
En una reunión introductoria con las víctimas en la que intenta explicar las reglas que rigen el Fondo, Feinberg es percibido como insensible a la pérdida de la audiencia hostil. La multitud se calma cuando Charles Wolf, el esposo de una mujer muerta en los ataques, exige que escuchen lo que Feinberg tiene que decir. Después de la reunión, Feinberg se enfrenta a Frank, el hermano de un bombero fallecido del FDNY, Nick Donato. Su hermano había vuelto a entrar en la torre para encontrarlo después de que la comunicación, que podría no haber llegado a Nick, advirtiera que el edificio se derrumbaría. Frank solicita que Feinberg incluya esta información en el informe para remediar este fallo en el sistema de comunicación para los socorristas.  A Feinberg también le preocupa saber que Wolf se sintió ofendido por la naturaleza insensible de la fórmula del Fondo y ha iniciado un grupo de protesta.
Biros lidera al personal en la celebración de reuniones con las víctimas y está personalmente conmovida por la historia de un hombre gay, Graham Morris, cuya pareja (cuyos padres rechazaron con vehemencia que su hijo fuera gay) murió en el ataque.  Debido a las reglas que rigen el Fondo no se le puede compensar, ya que es residente del estado de Virginia, que no reconoce las sociedades civiles. Feinberg también se reúne con varios abogados que representan a los seres queridos de las víctimas de los ataques de clase alta, que se resisten a obtener una mayor compensación, lo que amenaza el éxito del grupo en su conjunto.  A medida que pasan los meses, el Fondo logra atraer a solo una fracción de los solicitantes necesarios, lo que lleva a Feinberg a mantener una reunión privada con Wolf en la que este último acusa a Feinberg de servir solo a los intereses de la administración Bush.
Un abogado que representa a la amante de Donato llama a Feinberg para informarle de que Donato tenía dos hijas ilegítimas que también tienen derecho a una compensación, lo que lleva a Feinberg a intentar informar a la viuda de Donato, en un intento fallido de convencerla de que firme después de que ella se hubiera negado anteriormente. A medida que pasan los meses, Feinberg tiene cada vez menos éxito.  Después de que Wolf se acercara a él una noche en la ópera y le contara una anécdota de años antes en la que su difunta esposa lo alentaba a perseverar frente al fracaso, Feinberg encuentra renovado su espíritu.
Feinberg y Biros comienzan a forzar las reglas para cubrir la mayor cantidad de víctimas posible bajo el Fondo, presionando para lograr cambios en las leyes estatales. Feinberg comienza a reunirse personalmente con las víctimas y acumula un santuario en su oficina construido a partir de los diversos recuerdos que le entregan los solicitantes de fondos. Cuando Wolf ve que Feinberg realmente se preocupa por las víctimas de los ataques, puede convencer a sus seguidores de que confíen en éste. Al final del plazo, la oficina de Feinberg puede atender a la gran mayoría de los solicitantes elegibles y la viuda de Donato visita al propio Feinberg para firmar.

## Reparto
- Michael Keaton como Kenneth Feinberg
- Stanley Tucci como Charles Lobo
- Amy Ryan como Camille Biros
- Tate Donovan como Lee Quinn
- Shunori Ramanthan como Priya Khundi
- Laura Benanti como Karen Abate
- Talia Bálsamo como Diane Shaff, esposa de Feinberg
- Marc Maron como Bart Cuthbert
- Chris Tardio como Frank Donato
- Victor Slezak como John Ashcroft
- Gayle Rankin como Maya
- Catherine Curtin como Joan
- Johanna Día como Ruth
- James Ciccone como James

## Producción
El proyecto se anunció durante el Festival de Cine de Berlín de 2018, con David Frankel dirigiendo un guion de Max Borenstein, que apareció en la Lista Negra de 2008. Michael Keaton fue elegido para interpretar el papel de Kenneth Feinberg. Las ventas de la película se llevaron a cabo en el Festival de Cine de Cannes de 2018.
En febrero de 2019, Sara Colangelo reemplazó a Frankel como directora y Stanley Tucci se unió al reparto. En marzo, Shunori Ramanthan y Victor Slezak fueron elegidos. En abril de 2019, Laura Benanti, Amy Ryan, Talia Balsam y Tate Donovan también se unieron al elenco de la película.

### Rodaje
El rodaje comenzó en abril de 2019.

## Estreno
Su estreno mundial se produjo en el Festival de Cine de Sundance el 24 de enero de 2020. En febrero de 2021, Netflix y Higher Ground Productions adquirieron los derechos de distribución de la película. La película se estrenó en Netflix el 3 de septiembre de 2021 junto con un estreno limitado en cines.

## Acogida
En Rotten Tomatoes, la película tuvo una aprobación del 78% basada en 72 reseñas, con una calificación promedio de 7/10. El consenso de los críticos del sitio web dice: No es tan contundente como cabría esperar, pero Worth sigue siendo una dramatización poderosamente realizada y gratificantemente compleja de eventos de la vida real. En Metacritic, tuvo un promedio ponderado de 67 sobre 100 basado en 20 críticos, lo que indica "críticas generalmente favorables".
 
- Datos: Q62901895

1. ↑  Michael Keaton to Discover ‘What Is Life Worth’
2. ↑  Ralph Fiennes, Rebecca Hall, Mark Strong & Saïd Taghmaoui Join John Michael McDonagh’s ‘The Forgiven’ – Hot Cannes Pic
3. ↑  Sara Colangelo To Direct Michael Keaton & Stanley Tucci In ‘What Is Life Worth’ – EFM
4. ↑  Shunori Ramanthan, Victor Slezak Join Michael Keaton In ‘What Is Life Worth’
5. ↑  Tartaglione, Nancy (8 de abril de 2019). «Laura Benanti Joins 'What Is Life Worth' With Michael Keaton & Stanley Tucci». Deadline Hollywood. Consultado el 8 de abril de 2019.
6. ↑  Tartaglione, Nancy (25 de abril de 2019). «'What Is Life Worth' Adds Amy Ryan, Talia Balsam & Tate Donovan As Filming Begins». Deadline Hollywood. Consultado el 25 de abril de 2019.
7. ↑  «Michael Keaton Gets Into Character While Filming 'What Is Life Worth'». newsok.com. 2 de abril de 2019. Consultado el 5 de abril de 2019.
8. ↑  «Monday, April 1 Filming Locations for What Is Life?, FBI, SVU, & more!». onlocationvacations.com. 1 de abril de 2019. Archivado desde el original el 1 de noviembre de 2021. Consultado el 5 de abril de 2019.
9. ↑  Siegel, Tatiana (4 de diciembre de 2019). «Sundance Unveils Female-Powered Lineup Featuring Taylor Swift, Gloria Steinem, Abortion Road Trip Drama». The Hollywood Reporter. Consultado el 4 de diciembre de 2019.
10. ↑  Fleming, Mike Jr. (17 de febrero de 2021). «9/11 Victims Fund Drama 'Worth' Acquired By Netflix & Barack & Michelle Obama's Higher Ground; Michael Keaton, Stanley Tucci Starrer Bows On 20th Anniversary Of Terror Attacks». Consultado el 17 de febrero de 2021.
11. ↑  «Official Key Art And Date Announcement For WORTH Starring Michael Keaton and Stanley Tucci». RamaScreen. 2 de agosto de 2021. Consultado el 2 de agosto de 2021.